# União das Freguesias de Oliveira do Hospital e São Paio de Gramaços
União das Freguesias de Oliveira do Hospital e São Paio de Gramaços, kurz Oliveira do Hospital e São Paio de Gramaços, ist eine portugiesische Gemeinde (Freguesia) im Kreis (Concelho) von Oliveira do Hospital. Sie umfasst eine Fläche von 13,17 km² und hat 5608 Einwohner (Stand nach Zahlen von 2011).
Die Gemeinde entstand im Zuge der kommunalen Neuordnung Portugals am 29. September 2013, als Zusammenschluss der bisherigen Gemeinden Oliveira do Hospital und São Paio de Gramaços. Sitz der neuen Gemeinde wurde Oliveira do Hospital.